# Ležimir
Ležimir (cyr. Лежимир) – wieś w Serbii, w Wojwodinie, w okręgu sremskim, w mieście Sremska Mitrovica. W 2011 roku liczyła 699 mieszkańców.